# Castigo com cana
Castigo com cana é uma forma de Punição corporal que consiste em uma série de golpes (conhecidos como "golpes" ou "cortes") aplicados com uma única cana, geralmente feita de Rattan, aplicada de modo geral nas Nádegas nuas ou vestidas do infrator (ver Palmada) ou nas Mãos. O castigo com cana nos nós dos dedos ou nos Ombros é muito menos comum. A cana também pode ser aplicada nas solas dos pés (chicotadas nos pés ou bastinado). O tamanho e a flexibilidade da cana, bem como o modo de aplicação e o número de golpes, podem variar.
A Flagelação como punição foi tão comum na Inglaterra que o castigo com cana, juntamente com as Palmadas e a chicotada, era chamado de "le vice anglais" ou "o vício inglês". O castigo com cana também pode ser realizado consensualmente como parte do BDSM.
A cana fina geralmente utilizada para a punição corporal não deve ser confundida com a Bengala, que às vezes também é chamada de cana (especialmente no inglês americano), mas é mais espessa, muito mais rígida e geralmente feita de madeira mais resistente.

## Âmbito de uso
O castigo com cana foi uma forma comum de Punição judicial e de disciplina oficial em escolas em muitas partes do mundo nos séculos XIX e XX. A Punição corporal (com uma cana ou qualquer outro instrumento) foi hoje proibida em boa parte, mas não em toda, a Europa. Contudo, o castigo com cana permanece legal em inúmeros outros países, seja em casa, na escola, em contextos religiosos, judiciais ou militares, e também é de uso comum em alguns países onde atualmente é ilegal.

## Punição corporal judicial

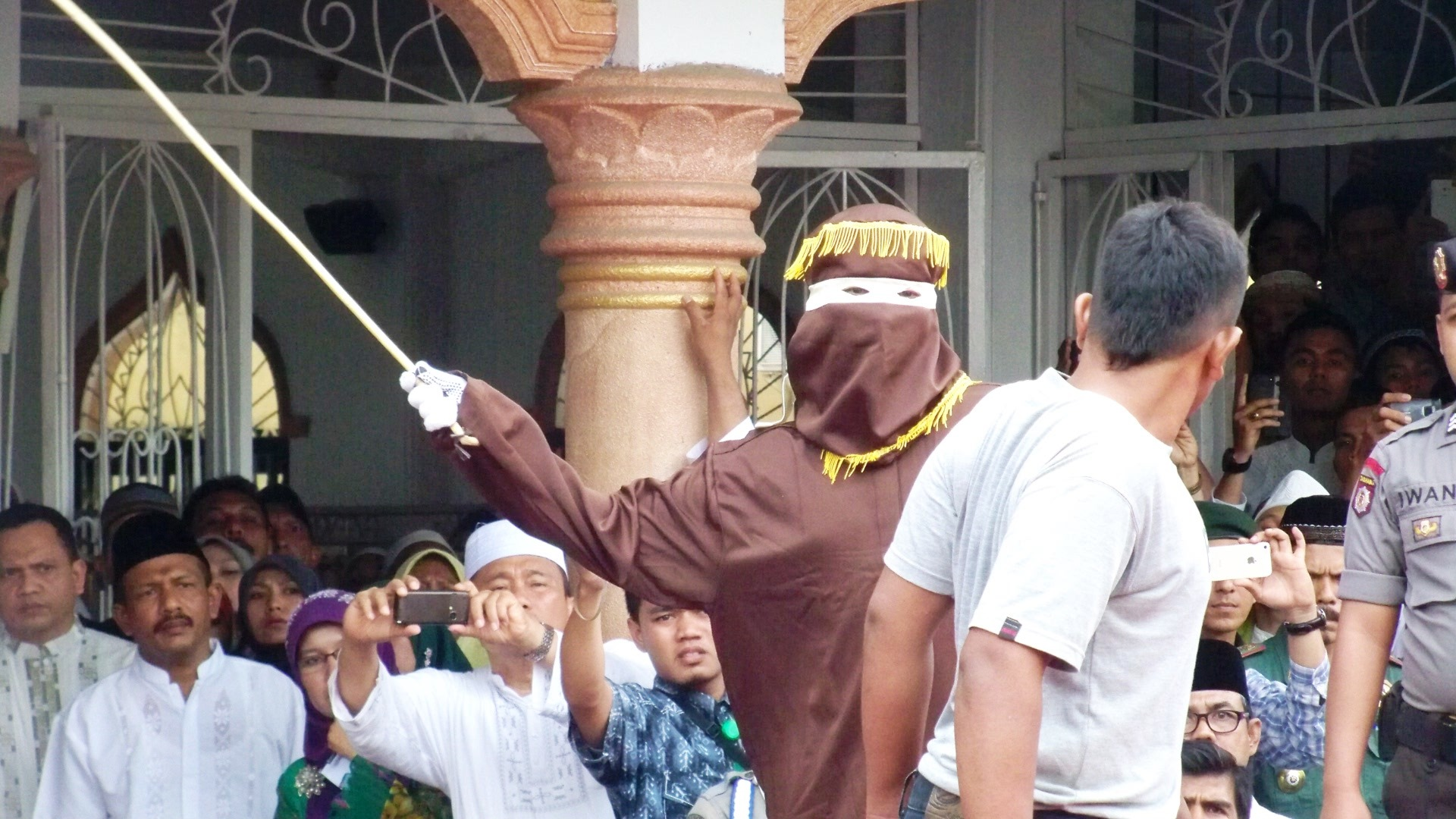
Uma sentença de castigo com cana sendo executada em Banda Aceh, Indonésia, em 2014

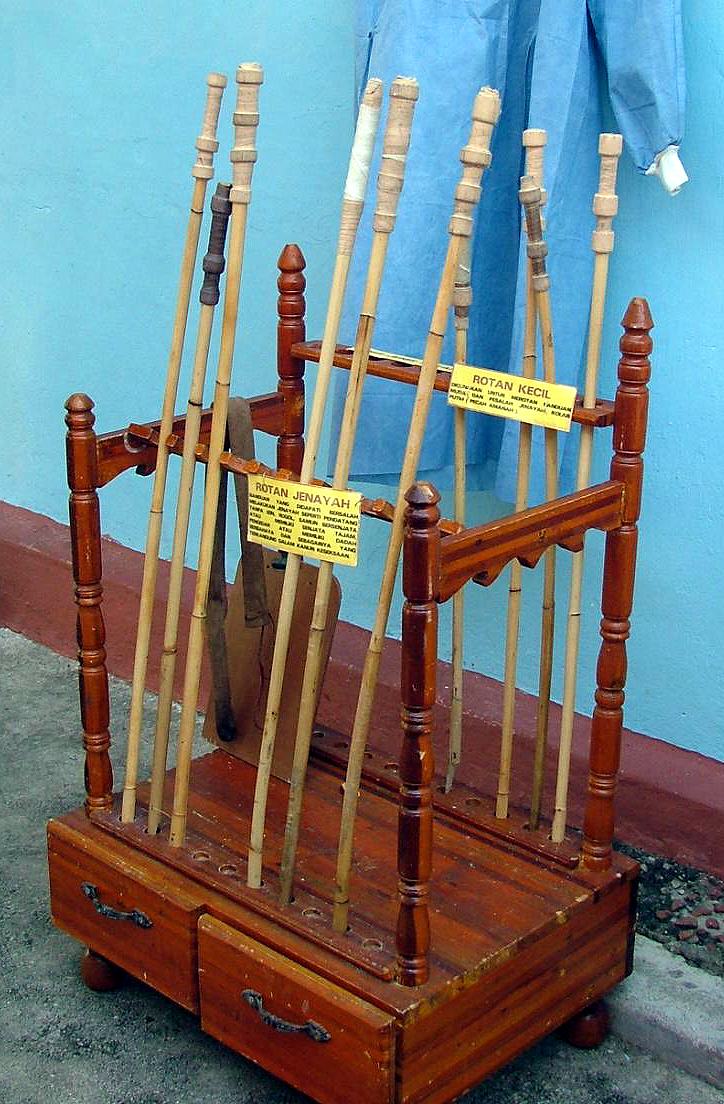
Uma exibição de canas judiciais de rattan do museu da Prisão de Johor Bahru, Malásia

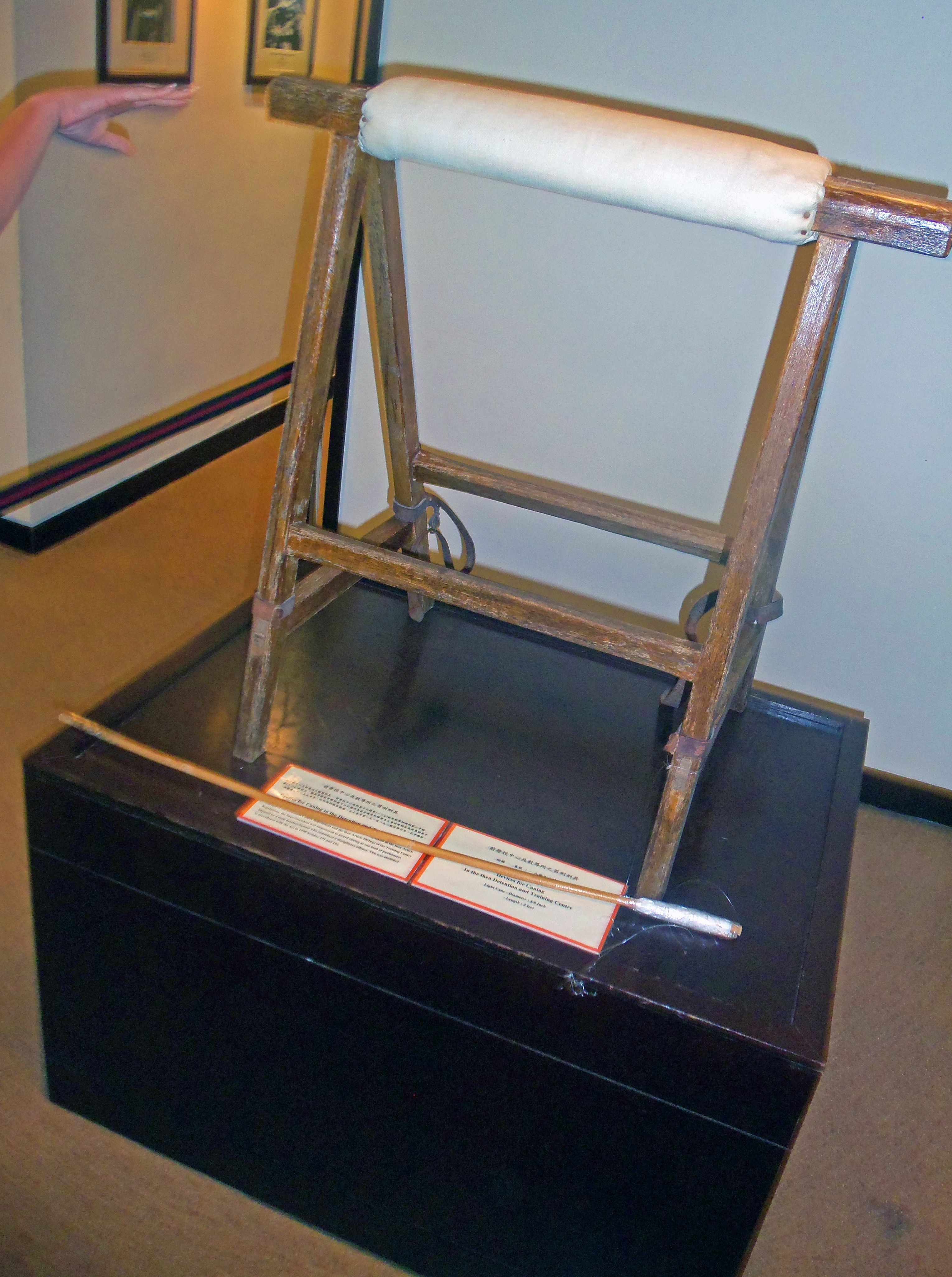
Suporte para castigo com cana e cana, anteriormente utilizados em prisões de Hong Kong sob domínio britânico

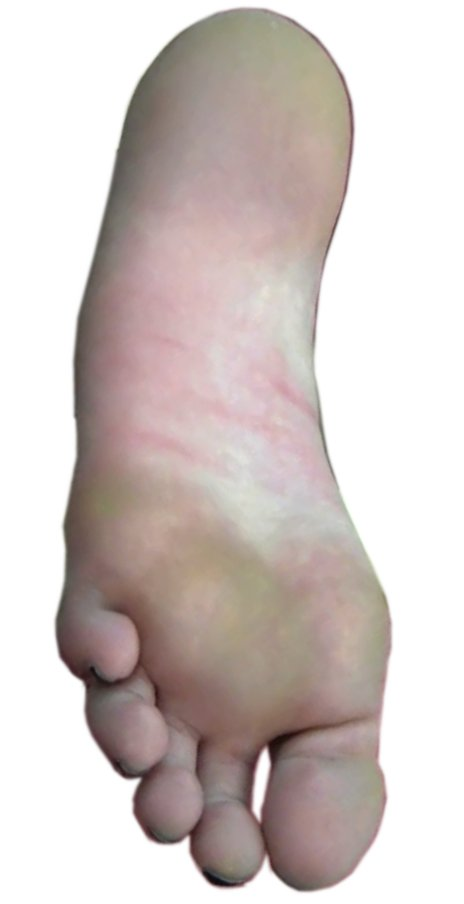
Marcas visíveis geralmente decorrentes do castigo com cana nos pés

O castigo com cana judicial, aplicado com um longo e pesado rattan, e muito mais severo do que os castigos aplicados em escolas, foi/é uma característica de alguns sistemas judiciais coloniais britânicos, embora a cana nunca tenha sido utilizada judicialmente na própria Grã-Bretanha (os instrumentos especificados lá, até a abolição em 1948, eram a fustigação com bétula e o chicote de nove caudas). Em alguns países, o castigo com cana ainda é empregado na era pós-independência, particularmente no Sudeste Asiático (onde é hoje utilizado muito mais do que sob o domínio britânico) e em alguns países da África.
A prática é mantida, somente para infratores do sexo masculino, segundo a legislação penal em Malásia, Singapura e Brunei. (Na Malásia, há também um sistema separado de tribunais religiosos para muçulmanos, que pode ordenar uma forma de castigo com cana muito mais branda para mulheres, além de homens.) O castigo com cana na Indonésia é uma introdução recente, no caso especial de Aceh, em Sumatra, que desde sua autonomia de 2005 introduziu uma forma de lei islâmica para muçulmanos, bem como para não-muçulmanos desde 2014, caso optem por fazê-lo segundo o Qanun aceh (masculino ou feminino), aplicando a cana na parte superior das costas, sobre a roupa, do infrator.
Países africanos que ainda utilizam o castigo com cana judicial incluem Botsuana, Tanzânia, Nigéria (principalmente em estados do norte, mas poucos casos foram noticiados em estados do sul) e, para infratores juvenis, apenas em Essuatíni e Zimbábue. Outros países que utilizavam o castigo com cana até o final do século XX, geralmente apenas para infratores do sexo masculino, incluíam Quênia, Uganda e África do Sul, enquanto alguns países do Caribe, como Trinidade e Tobago, utilizam a fustigação com bétula, outra punição da tradição britânica, que envolve o uso de um feixe de galhos, e não de uma única cana.
Em Singapura, Malásia e Brunei, homens saudáveis com menos de 50 anos podem ser condenados a um máximo de 24 golpes da cana de rotan (Rattan) nas nádegas nuas; a punição é obrigatória para muitos delitos, na maioria dos quais relacionados à violência ou a crimes ligados a drogas, mas também para infrações de imigração, delitos sexuais e (em Singapura) atos de vandalismo. Também é imposta para determinadas infrações das regras de prisão. Em Aceh, o castigo com cana pode ser aplicado por adultério.
Dois exemplos do castigo com cana aplicado a estrangeiros, que receberam ampla cobertura da mídia mundial, são os casos de Singapura em 1994, envolvendo Michael P. Fay, um estudante americano que vandalizou diversos automóveis, e nos Emirados Árabes Unidos em 1996, envolvendo Sarah Balabagan, uma empregada Filipina condenada por Homicídio.
O castigo com cana também é utilizado nas Forças Armadas de Singapura para punir infrações graves contra a disciplina militar, especialmente no caso de recrutas jovens recalcitrantes. Ao contrário do castigo judicial com cana, essa punição é aplicada nas nádegas vestidas do soldado.
Uma variação mais moderada, em que a cana é direcionada às solas dos pés do culpado, é utilizada como punição prisional em vários países do mundo.

## Punição corporal escolar

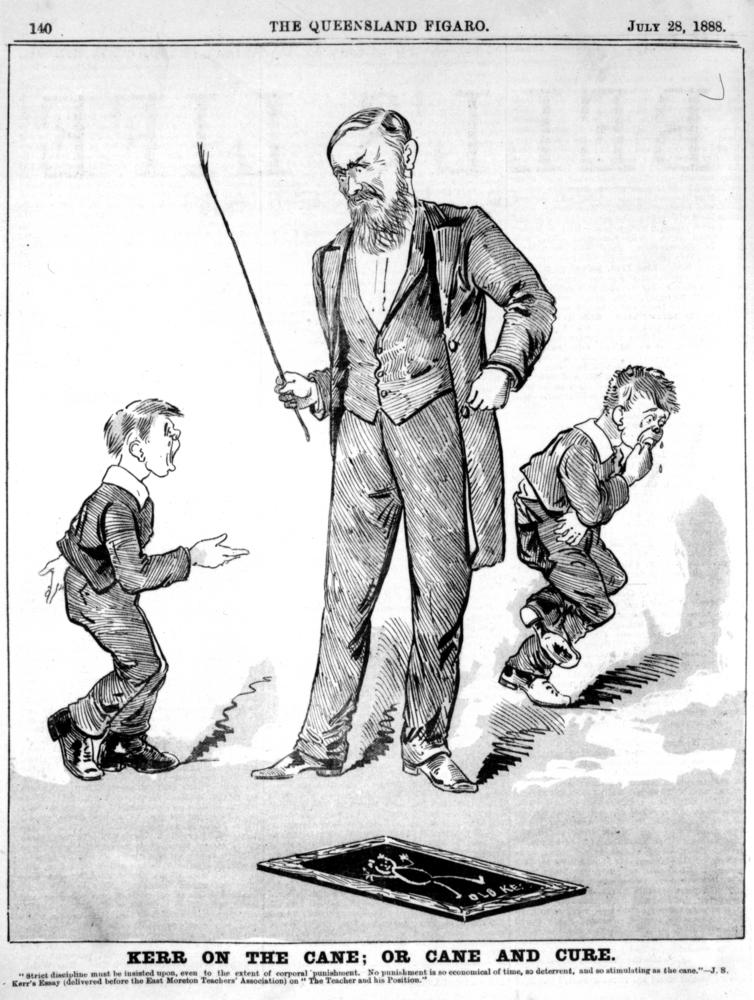
Cartum de estudantes recebendo o castigo com cana, 1888

A frequência e a severidade do castigo com cana em ambientes educacionais variaram consideravelmente, muitas vezes sendo determinadas pelas regras escritas ou pelas tradições não escritas da escola. O uso educacional ocidental do castigo com cana data, principalmente, do final do século XIX. Gradualmente, substituiu a fustigação com bétula — eficaz apenas se aplicada ao traseiro nu — por uma forma de punição mais adequada às sensibilidades contemporâneas, depois de descoberto que uma cana flexível de rattan pode causar ao infrator um grau substancial de dor mesmo quando aplicada sobre uma camada de roupa.
O castigo com cana como punição escolar está fortemente associado, no mundo de língua inglesa, à Inglaterra,[carece de fontes?] mas também foi utilizado em outros países europeus em épocas anteriores, notadamente na Escandinávia, na Alemanha e nos países do Império Austríaco.
Os Estados-membros da Convenção sobre os Direitos da Criança são obrigados a "tomar todas as medidas legislativas, administrativas, sociais e educacionais apropriadas para proteger a criança de todas as formas de violência física ou mental, lesão ou abuso".

### Em escolas atuais

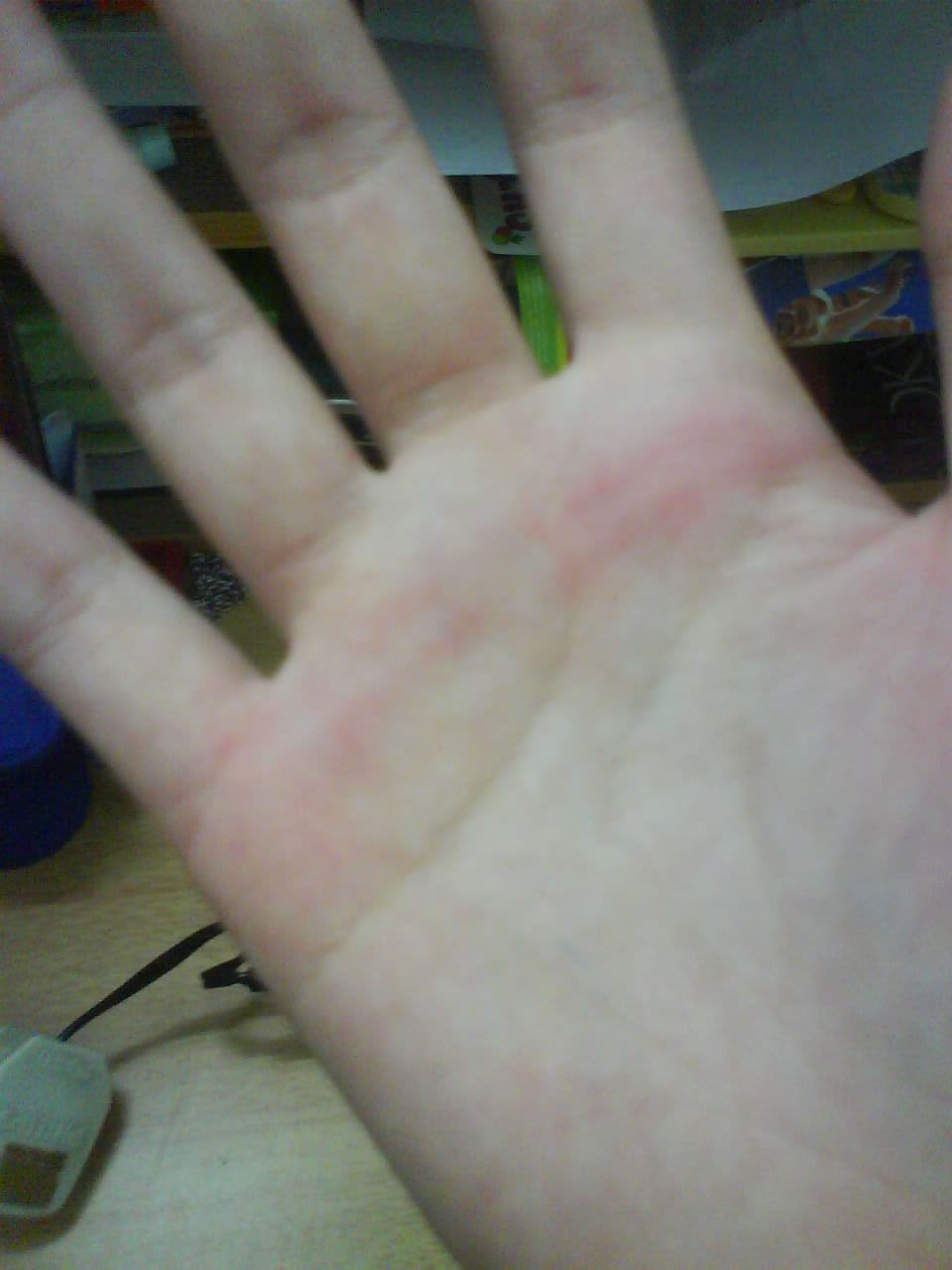
Imagem mostrando as marcas deixadas na palma da mão de uma estudante após receber castigo com cana

O castigo com cana como punição escolar ainda é rotineiro em vários territórios que foram colonizados pelos britânicos, incluindo Singapura, na Malásia e no Zimbábue. Também é comum em alguns países onde, tecnicamente, é ilegal, incluindo Tailândia, Quênia, Vietnã e Coreia do Sul.
Até relativamente recentemente, também era comum na Austrália (atualmente proibido em escolas públicas e praticamente abolido na vasta maioria das escolas particulares), na Nova Zelândia (proibido em 1990), e na África do Sul (proibido em escolas públicas e privadas a partir de 1996). No Reino Unido, toda punição corporal em escolas privadas foi proibida em 1999 para a Inglaterra e o País de Gales, em 2000 para a Escócia e em 2003 para a Irlanda do Norte.

#### Malásia
Na Malásia, o Education Ordinance de 1957 proíbe especificamente o castigo com cana para meninas nas escolas. Contudo, o castigo com cana para meninas é relativamente comum. Esse castigo geralmente é aplicado na palma da mão ou nas nádegas com roupa. Às vezes, a cana pode atingir as coxas ou os braços do aluno, causando lesões, geralmente na forma de hematomas, sangramentos ou marcas evidentes. Alunos (tanto meninos quanto meninas) podem até ser castigados publicamente com cana por erros menores, como atraso, notas ruins, incapacidade de responder corretamente às perguntas ou esquecer de trazer um livro didático. Em novembro de 2007, em resposta a um aumento percebido na indisciplina entre alunas, o Seminário Nacional sobre Regulamentos Educacionais (Disciplina Estudantil) aprovou uma resolução recomendando permitir o castigo com cana para alunas nas escolas. A resolução encontra-se atualmente em processo de consulta.

### Em escolas do Reino Unido (no passado)
Historicamente, em muitas escolas estatais e particulares na Inglaterra, Escócia e País de Gales, a cana de rattan era regularmente aplicada nas Nádegas de meninos e meninas, assim como nas mãos e pernas. Em algumas escolas, a Punição corporal era aplicada exclusivamente pelo Diretor, enquanto em outras a tarefa era delegada a outros professores.
A cana era geralmente aplicada em uma cerimônia formal, em público ou em privado, nas Nádegas (ou "assento" das calças ou saia), tipicamente com o aluno inclinado sobre uma mesa/cadeira ou tocando os dedos dos pés. Normalmente, havia um máximo de seis golpes (conhecidos como "seis dos melhores"). Esse castigo geralmente deixava o infrator com marcas desconfortáveis e hematomas que persistiam por vários dias após o fim da dor intensa.
Em outros locais, outros instrumentos predominavam, como o Tawse na Escócia e no Norte da Inglaterra, a régua e o chinelo.
Meninas também eram castigadas com cana, mas geralmente com menos frequência do que os meninos. De acordo com uma pesquisa realizada em 1976–1977 pela Inner London Inspection Authority's Inspectors, quase 1 em cada 5 meninas foi castigada com cana pelo menos uma vez apenas nas escolas sob sua jurisdição. O castigo com cana para meninas era muito mais raro, mas não desconhecido.
O castigo com cana em escolas estatais britânicas no final do século XX era, em teoria, aplicado somente pelo diretor. Em escolas estatais, os castigos com cana para alunos da escola primária nesse período podiam ser extremamente raros; um estudo constatou que, ao longo de oito anos, um diretor castigou com cana apenas dois meninos no total, utilizando com mais frequência o Chinelo como punição, enquanto outro não castigou nenhum aluno com cana.
A punição corporal foi abolida em escolas públicas em 1987. Toda a punição corporal em escolas privadas foi proibida em 1999 para a Inglaterra e o País de Gales, 2000 para a Escócia e 2003 para a Irlanda do Norte.

#### Castigo com cana por alunos prepostos
Em muitas escolas particulares inglesas e da Commonwealth, a autoridade para punir era tradicionalmente concedida a determinados alunos seniores (frequentemente chamados de Prefeitos). No início do século XX, a permissão para que os prefeitos castigassem com cana alunos mais jovens (principalmente meninos do ensino secundário) também era disseminada em escolas particulares do Reino Unido (conhecidas como public schools). Algumas escolas preparatórias particulares escola preparatória no Reino Unido dependiam fortemente da "autogestão" pelos prefeitos mesmo para os alunos mais jovens (cerca de oito anos de idade), sendo o castigo com cana a punição padrão até mesmo para infrações menores. As vantagens percebidas eram evitar incomodar o corpo docente com questões disciplinares menores, a rapidez na punição e uma censura mais eficaz, já que o impacto seria mais notório no grupo imediato de colegas do infrator. Os castigos aplicados pelos prefeitos ocorriam por uma ampla variedade de falhas, incluindo a falta de entusiasmo no esporte ou para forçar a participação dos jovens em aspectos formadores de caráter da vida escolar, como banhos frios obrigatórios no inverno. Roald Dahl relata essa prática em sua autobiografia Boy de seu tempo na Repton School, onde os prefeitos eram referidos como "Boazers" e os alunos subordinados como "fags".
Algumas escolas particulares britânicas ainda permitiam que os prefeitos aplicassem castigos com cana na década de 1960, conforme previsto por complexos conjuntos de regras sobre uniforme escolar e comportamento. Em 1969, quando a questão foi levantada no Parlamento, acreditava-se que relativamente poucas escolas ainda permitiam essa prática.
Já na década de 1920, a tradição dos prefeitos em escolas particulares britânicas de castigar novos alunos com cana por infrações triviais foi criticada por psicólogos por produzir "um alto estado de excitação nervosa" em alguns dos jovens submetidos a ela.

Assim como seus equivalentes britânicos, escolas particulares sul-africanas também davam carta branca aos prefeitos para aplicar castigos com cana sempre que considerassem apropriado, desde pelo menos o final do século XIX. Escolas sul-africanas continuaram a utilizar a cana para enfatizar prioridades esportivas até o final do século XX, castigando meninos por erros comuns em jogos, como ser pego em impedimento em uma partida de Futebol, bem como por desempenho fraco no Críquete, por não aplaudir suficientemente o desempenho da equipe escolar, por faltar aos treinos esportivos ou mesmo "para aumentar o espírito de equipe". O uso da punição corporal no ambiente escolar foi proibido pela Lei das Escolas Sul-Africanas de 1996. De acordo com o Capítulo 2, Seção 10, " (1) Nenhuma pessoa pode aplicar punição corporal a um aluno em uma escola" e "(2) Qualquer pessoa que contravirja o parágrafo (1) é culpada de um delito e, em caso de condenação, sujeita a uma pena, que pode ser imposta por agressão."

#### Castigo com cana em instituições reformadoras
De 1933 a 1970, a cana foi frequentemente utilizada com meninos internos – e, de forma menos rotineira, com meninas – nas instituições reformadoras juvenis na Inglaterra e no País de Gales, conhecidas como escola aprovada. Muitas escolas aprovadas do Reino Unido eram famosas por sua disciplina rigorosa, utilizando-se a Punição corporal onde necessário, geralmente em uma versão mais severa do castigo com cana (ou, na Escócia, fustigação com cinta) que era comum nas escolas secundárias ordinárias.
Segundo as Regras da Escola Aprovada de 1933, meninas com menos de 15 anos podiam ser castigadas com cana apenas nas mãos; meninas com 15 anos ou mais não deveriam ser castigadas com cana. Meninos com menos de 15 anos podiam ser castigados com cana nas mãos ou nas nádegas; meninos com 15 anos ou mais deveriam ser castigados com cana apenas nas nádegas com roupa.
Antes das regras de 1933, houve um caso em que várias adolescentes foram severamente espancadas com um Tawse em até 12 golpes no assento, com as saias levantadas.
Nas escolas aprovadas entre 1933 e 1970, o número máximo normal de golpes era de oito para meninos com 15 anos ou mais, e de seis para meninos e meninas abaixo dessa idade. Em particular, meninos que fugitivos eram tipicamente castigados com um máximo de 8 golpes nas nádegas com roupa imediatamente após o retorno à escola, e um estudo estatístico de 1971 constatou que isso poderia funcionar como um deterrente eficaz.
A partir de 1970, as escolas aprovadas passaram a ser "Lares Comunitários com Educação" (CHEs) sob a Lei de Crianças e Jovens de 1969. As regras nacionais de 1933 foram substituídas por regras locais elaboradas por cada autoridade. Como consequência, em alguns CHEs pós-1970, as residentes do sexo feminino poderiam, por vezes, ser castigadas com cana nas nádegas em vez de nas mãos. Em alguns casos, meninos ou meninas de todas as idades foram castigados com cana, apesar de uma recomendação governamental de que maiores de 16 anos não deveriam mais ser castigados com cana.
O castigo com cana ainda é utilizado em instituições equivalentes em alguns países, como em castigo com cana em Singapura#Castigo em instituições reformadoras e na Guiana.

#### Em instituições para crianças
A punição corporal em lares de crianças era menos severa. As Regulamentações para a Administração de Lares Infantis de 1951 (S.O. No 1217) estipulavam que crianças menores de 10 anos deveriam ser punidas apenas nas mãos, seja pelo diretor ou na sua presença e sob sua orientação.
Apenas meninas menores de 10 anos e meninos abaixo da idade de conclusão escolar (15 anos na época) podiam ser punidos corporalmente. Crianças menores de 10 anos deveriam ser punidas apenas nas mãos. Um menino com mais de 10, mas com menos de 15 anos, podia ser castigado com cana até um máximo de seis golpes nas nádegas com roupa.

## Punição corporal doméstica
Alguns pais castigam seus filhos com cana como punição por desobediência ou por resultados insatisfatórios. Essa prática é comum em alguns países asiáticos, como Singapura e Malásia.
Em Singapura, canas para uso doméstico são regularmente vendidas em supermercados. Geralmente, há um aumento na demanda por canas quando os estudantes se preparam para exames, pois o uso frequente das canas resulta em quebras.

## Efeitos
O castigo com cana feita de rattan pesado, utilizado judicialmente em Singapura, Malásia e Brunei, pode deixar cicatrizes por anos se um grande número de golpes for aplicado.
A maioria dos castigos com cana ordinária, utilizando um rattan leve típico (usado em casa ou na escola para punir alunos), embora dolorosos no momento, deixam apenas marcas avermelhadas ou hematomas que duram alguns dias. Charles Chenevix Trench foi castigado com cana quando menino no Winchester College no início dos anos 1930 e, mais tarde, afirmou que "foi, é claro, desagradável, mas não deixou cicatrizes permanentes na minha personalidade ou em mim".
Quando o castigo com cana ainda era comum nas escolas do Reino Unido, acreditava-se que a aplicação do golpe na mão trazia um risco maior de lesão do que na nádega; em 1935, um aluno de Exeter ganhou £1 em indenização, além de suas despesas médicas, de um professor, quando o tribunal do condado decidiu que um abscesso que se desenvolveu em sua mão foi consequência do castigo com cana.